# Pivka
Pivka là một khu tự quản (tiếng Slovenia: občine, số ít – občina) trong vùng Goriška của Slovenia. Pivka có diện tích 223.3 km2, dân số là theo điều tra ngày 31 tháng 3 năm 2002 là 5926 người. Thủ phủ khu tự quản Pivka đóng tại Pivka.